# Marmosa zeledoni
Marmosa zeledoni — вид опосумів, що зустрічається в Нікарагуа, Коста-Риці та Панамі, а також у двох невеликих ізольованих районах у департаменті Наріньйо та Вальє-дель-Каука на західному узбережжі Колумбії.

## Морфологічний опис
Тварини досягають довжини голови й тулуба від 12 до 16,2 (самці) або від 11,9 до 14,5 см (самиці), довжини хвоста від 14,5 до 21 (самці) або від 14,9 до 19,7 см (самиці) та ваги від 28 до 100 г. Хвіст у середньому приблизно на 28% довший за голову й тулуб. Хутро на спині та маківці темно-червонувато-коричневе, боки тіла трохи світліші за спину. У старших тварин розвивається сіро-коричневе забарвлення шерсті з червонувато-коричневими волосками. Центр морди світліший за верхню частину голови, але не особливо чітко з нею контрастує. Навколо чорних очей є чорнувато-коричневі або чорнуваті кільця, які не доходять до основи вух. Хутро на нижній стороні, з боків шиї та з внутрішньої сторони передніх і задніх лап червонувате або коричневе, де по центру проходить жовта або помаранчева смуга хутра. Передні лапи червонувато-коричневі, задні – від червонувато-коричневого до світло-коричневого кольору. 10% хвоста, найближчого до тіла, волохаті, решта — безволоса. Гола хвостова частина темно-коричнева, а знизу іноді світліша, ніж з верхньої. У самиць немає сумок.

## Середовище та спосіб життя
Живе в низинних і гірських тропічних лісах від рівня моря до висоти від 100 до 2200 метрів. Він частіше зустрічається на великих висотах у своєму ареалі, ніж далі вниз. Їхній раціон у дикій природі ще не вивчений. Тварини, яких утримували під опікою людей, їли моль, черв'яків, фрукти та нутрощі мишей і птахів. Їхні моделі активності та репродуктивна поведінка поки що не відомі.